# Queer teologija
Queer teologija[nedostaje izvor] je teološka metoda nastala na temeljima queer teorije. Popularniji teoretičari ili teoretičarke koje povezujemo s queer teologijom su Marcella Althaus-Reid, Lisa Isherwood, Michel Foucault, Gayle Rubin, Eve Kosofsky Sedgwick i Judith Butler. Queer teologija nalazi da su rodna varijabilnost i queer žudnja uvijek bile prisutne u ljudskoj povijesti, pa i u vjerskim tradicijama i svetim tekstovima kao što su Tanak i Biblija. Nekada je queer teologija bila razdvojena u dvije odvojene teologije - gay teologiju i lezbijsku teologiju, no kasnije se spajaju i šire u sveobuhvatniji pojam queer teologije.

## Terminologija
Pojam queer, unutar queer teorije razumijemo na jedan od tri ključna načina: kao sveobuhvatni pojam, kao transgresivno djelovanje i kao brisanje granica. Nadovezujući se na ova tri značenja pojma queer, queer teologija se može shvatiti kao:
1. Teologiju kreiranu od strane LGBT+ zajednice za LGBT+ zajednicu (lezbijke, gej, biseksualne, transrodne, queer, interspolne i aseksualne osobe). Ovakva je teologija fokusirana na specifične potrebe zajednice LGBT+ vjernica i vjernika. U Hrvatskoj djeluje samo jedna Udruga fokusirana na potrebe LGBT+ vjernica i vjernika, "NeprocjenjivA" u Rijeci.[9]
2. Teologija koja se ciljano suprotstavlja fiksnim društvenim i kulturalnim normama rodnog identiteta i seksualnosti. Iz ove pozicije, ona nastoji u teološki diskurs unijeti marginalizirane glasove, iskustva i perspektive, queer tijela i misli. Jedna od najvećih teoretičarki ove queer perspektive je Marcella Altharus Reid, koja u knjizi "Nepristojna teologija" uz pomoć queer teoloških metoda 'vadi teologiju iz ormara'.[10]
3. Teologija koja radi na dekonstrukciji štetnih i povijesno nametnutih granica, naročito kada se radi o seksualnosti i rodnom identitetu. Queer teologija je politička teologija, ona propituje društveno i politički uvjetovane granice naše egzistencije nastojeći ih probiti.[11]